# Publius Calpurnius Macer
Pour les articles homonymes, voir Macer.
Publius Calpurnius Macer (Caulius Rufus) est un sénateur romain des Ier et IIe siècles, consul suffect en 103 et gouverneur impérial de Mésie inférieure vers 112 pendant le règne de Trajan.

## Biographie
Il est peut-être originaire de Gaule cisalpine, et même de Côme, patrie de Pline le Jeune, dont il est un des amis et correspondants. On apprend d'une lettre de Pline qui lui est adressé qu'il est marié et a un fils,.
C'est un des consuls suffects de l’an 103.
En l'an 112, on sait qu'il est gouverneur (légat d'Auguste propréteur) de Mésie inférieure par la correspondance de Pline le Jeune avec Trajan,. Il l'est peut-être depuis 109.